# در انتظار تو
در انتظار تو (به هندی: Tera Intezaar) فیلمی محصول سال ۲۰۱۷ و به کارگردانی راجیو والیا است. در این فیلم بازیگرانی همچون سانی لئونه، ارباز خان، آریا بابار، سودها چاندران، گوهر خان و ساریتا جوشی ایفای نقش کرده‌اند.